# 拉姆拉
拉姆拉（羅馬化：Ramlā，羅馬化：ar-Ramleh）位于以色列中部，是中央区的首府，人口约6.3万（2004年），其中犹太人占80%、阿拉伯人占20%。